# .vi
.vi is het achtervoegsel van domeinen van de Amerikaanse Maagdeneilanden.